# 강만길
강만길(姜萬吉, 1933년 10월 25일~2023년 6월 23일)은 대한민국의 역사학자로 호는 여사(黎史)이다.
마산시 출신이다. 조선후기 상업사에 관한 다수의 논문을 발표하였고 대한민국의 근현대사에 관해서도 관심을 확대하여 여러 권의 저서를 발표하였다. 노태우 정부 때 그는 국군보안사령부의 사찰 대상 중 한 사람이 되어 노태우 정부로부터 감시당하였는데, 1990년 10월 4일 한국외대 재학 중 민학투련 출신이었던, 탈영병 윤석양 이병의 폭로에 의해 밝혀졌다. 상지대학교 제5대 총장을 역임하였고, 노무현 정부 시절 친일반민족행위 진상규명위원회 위원장을 맡았다.

## 약력
- 1959년 - 고려대학교 사학과 졸업
- 1959년 - 국사편찬위위원회 촉탁, 편사주사, 편사관보, 부편사관(1961년)
- 1961년 - 고려대학교 대학원 문학 석사
- 1967년 - 고려대학교 사학과 조교수
- 1975년 - 고려대학교 대학원 문학 박사
- 1976년 - 고려대학교 사학과 교수
- 1980년 - 전두환 정권의 탄압으로 교수직 강제박탈
- 1981년 - 복직
- 1999년 - 정년퇴임. 고려대학교 한국사학과 명예교수
- 2000년 - 남북 정상회담 때 김대중 대통령의 수행원으로서 북한 방문
- 2001년 - 상지대학교 총장으로 취임
- 2003년 - 친일반민족행위 진상규명위원회 위원장으로 취임
- 단국대학교 사학과 전임강사

## 주요 논문과 저서
- 〈조선후기 수공업자와 상인과의 관계〉,《아세아학보》20, 1966
- 〈이조시대의 시장형성사〉,《도시문제》8호, 1967
- 〈조선후기 상업자본의 성장-경시전 송상 등의 도고상업을 중심으로〉, 《한국사연구》1, 1968
- 〈경강상인연구〉,《아세아연구》14-2, 1971
- 〈조선후기 상업의 문제점-《우서》의 상업정책분석〉,《한국사연구》6, 1971
- 〈개성상인연구-조선후기 상업자본의 성장〉, 《한국사연구》8, 1972
- 《조선후기 상업자본의 발달》(1973)
- 《분단시대의 역사인식》(1978)
- 《한국민족운동사론》(1985)
- 《통일운동시대의 역사인식》(1990)
- 《고쳐 쓴 한국근대사》(1994)
- 《고쳐 쓴 한국현대사》(1994)
- 《20세기 우리역사》(1999)
- 《한국 자본주의의 역사》(2000)
- 《역사가의 시간》(2010)
- 《20세기형 인간에서 벗어나 새로운 시대 열어라》(2012)

## 같이 보기
- 강정구 (1945년)
- 서중석
- 송두율
- 한홍구
- 상지대학교